# Cebollero

El cebollero (en polaco: cebularz, AFI: [t͡sɛˈbu.laʂ]ⓘ) es una torta de agua, trigo, levadura y mantequilla, ancha como una mano abierta, recubierta de sofrito de cebolla y aceite de colza, seguidamente horneada, característica de Lublín. Las primeras menciones al cebollero datan del siglo XIX. En 2014 el cebollero quedó registrado en la lista de Denominación de Origen Protegida de la Unión Europea.